# Sainte-Julienne
Sainte-Julienne è un comune del Canada, situato nella provincia del Québec, nella regione di Lanaudière.